# مقدار (رياضيات)
المِقْدَارُ (الجمع: المَقَادِيرُ) (بالإنجليزية: Magnitude) لغةً هو مِقياسٌ يُستخدم في العديد من السياقات، ففي اللغة يُشير إلى المِقياس أو الكمية، وفي الرياضيَّات يُعتبر قيمة رياضيَّة تُستخدم لقياس جوانب متعدِّدة مثل (طول طريق، وزن سيارة، شدة إضاءة... إلخ). تُمكِّننا القيمة العددية للمقدار من مقارنة الأشياء بناءً على ترتيب كبر أو صغر المقدار المُراد قياسه. فعلى سبيل المثال، نقول:
- هذه الطريق أطول من تلك
- هذه السيارة أثقل من تلك
-هذا المصباح أكثر سطوعاً من ذاك.
وهذا يتم من خلال استخدام المصطلحات التقنية.
و يعرف المقدار بأنه مرتبة الغرض المقاس ضمن فئة القياس وفقاً لنظرية الترتيب، مثل الأطوال، الأوزان، أو شدة الإضاءة.

## أنواع المقادير وتطبيقاتها في الفكر اليوناني
صنف اليونانيون عدة أنواع من المقادير، منها:
- الكسور الموجبة.
- تقسيم الخطوط (ترتبها حسب الطول).
- تقسيم الأجسام (حسب المساحة).
- المواد الصلبة (حسب الحجم).
- الزوايا (تقسم حسب المقدار الزاوي).

وقد أثبتوا بأنَ الأولين لا يمكن أن يكونا نفس الشيء، أو حتى متساوييين في نظام المقادير. ولم يأخذوا بالاعتبار جدوى المقادير السالبة. ولا يزال المقدار يستخدم في الغالب بالسياقات التي يُعتبر فيها الصفر أقل معياراً أو أقل من جميع المعايير الأخرى..

## أعداد حقيقية
مقدار الأعداد الحقيقية يسمى بالقيمة المطلقة ويكتب هكذا | x | ورمزه:
| x = | x, إذا x ≥ 0.
| x − = | x, إذا x < 0.
فهذا يعطي مساحة للرقم من الصفر على خط الأعداد الحقيقية، فمثلا معامل الرقم 5 هو -5.

## أعداد مركبة
بشكل مماثل فإن مقدار أي عدد مركب يطلق عليه القيمة المطلقة، ويعطي المسافة من الصفر في المستوى المركب. صيغة حساب مقدار العدد العقدي مشابهة لمبرهنة فيثاغورس
{\displaystyle \left|z\right|={\sqrt {\Re (z)^{2}+\Im (z)^{2}}}}
حيث ℜ(z) وℑ(z) هما الجزئين الحقيقي والتخيلي للعدد المركب z. على سبيل المثال فإن مقدار العدد التخيلي −3 + i 4 يساوي 5.

## المتجهات الإقليدية
إن مقدار أي متجهة x للأعداد الحقيقية في الفضاء الإقليدي يعرف باسم الطويلة الإقليدية وتشتق من المسافة الإقليدية: وهي الجذر التربيعي للجداء الداخلي للمتجهة بنفسها:
{\displaystyle \|\mathbf {x} \|={\sqrt {x_{1}^{2}+\cdots +x_{n}^{2}}}.}
حيث x = [x1, x2,..., xn]. يستخدم الرمز |x| أيضاً للتعبير عن الطويلة. على سبيل المثال، إن مقدار المتجهة [4, 5, 6] هو √(42 + 52 + 62) = √77 ويساوي تقريباً 8.775.

## الفضاء الاتجاهي العام
من الممكن تطبيق مفهوم المقدار إلى الفضاء الاتجاهي بشكله العام. ويطلق عليه اسم الفضاء المتجهي المعياري، حيث التابع الذي يعطي مقدار أي متجهة يطلق عليه اسم الطويلة.